# Edward Linskens
Edward Linskens (Venray, 6. studenoga 1968.) bivši je nizozemski nogometaš koji je igrao na poziciji veznog. Tijekom profesionalne karijere, koja je trajala od 1987. do 1998. godine, nastupao je za PSV, NAC, KSC Lokeren i Venlo. S PSV-om je četiri puta osvojio nizozemsko prvenstvo i jednom Kup prvaka u sezoni 1987./88.

## Kluspka karijera

### PSV
Linskens je započeo karijeru u SV Venrayuu, klubu iz rodnog mjesta, a kasnije prelazi u omladinski pogon PSV-a.
Tijekom svoje jedanaestogodišnje profesionalne karijere, Linskens je nastupao za PSV, NAC Bredu, KSC Lokeren iz Belgije i VVV-Venlo, pri čemu je za ovaj posljednji klub nastupao u drugoj nizozemskoj ligi.
U PSV-u je bio važan član prve momčadi te je pomogao klubu osvojiti Kup prvaka 1987./88., postigavši izjednačujući pogodak u polufinalnoj utakmici na Santiago Bernabéuu protiv Real Madrida i odigravši cijelu finalnu utakmicu protiv portugalske Benfice, u kojoj je PSV slavio nakon izvođenja jedanaesteraca.
Za PSV je nastupio u više od 150 službenih utakmica te postigao više od 20 pogodaka.

## Karijera nakon nogometa
Nakon što je završio igračku karijeru, Linskens je postao voditelj PSV-ovog fanshopa na Philips Stadionu, gdje je radio od 2000. do 2008. godine.
Godine 2010. otvorio je sportsku trgovinu Heuvelsport u Eindhovenu, ali je trgovina godinu dana kasnije otišla u stečaj.
Godine 2013. ponovno se pojavio u nogometu, kada je postao pomoćni trener druge momčadi SV Venray.
Od 2015. godine Linskens radi u pogrebnoj industriji.

## Trofeji
PSV
- Kup prvaka: 1

1987./88.
- Eredivisie: 4

1987./88., 1988./89., 1990./91., 1991./92.
- Nizozemski kup: 3

1987./88., 1988./89., 1989./90.
- Nizozemski superkup: 1

1992.